# Iglesia de Holmen
La iglesia de Holmen (en danés, Holmens kirke) es una iglesia parroquial luterana del centro de Copenhague, Dinamarca. Es la iglesia principal de la Real Armada Danesa.

Es un templo de planta de cruz griega, sin torre, con una capilla adyacente en el sur. Su fachada principal mira hacia el noreste mientras que su fachada suroeste está frente al palacio de Christiansborg y junto al canal de Slotsholmen.

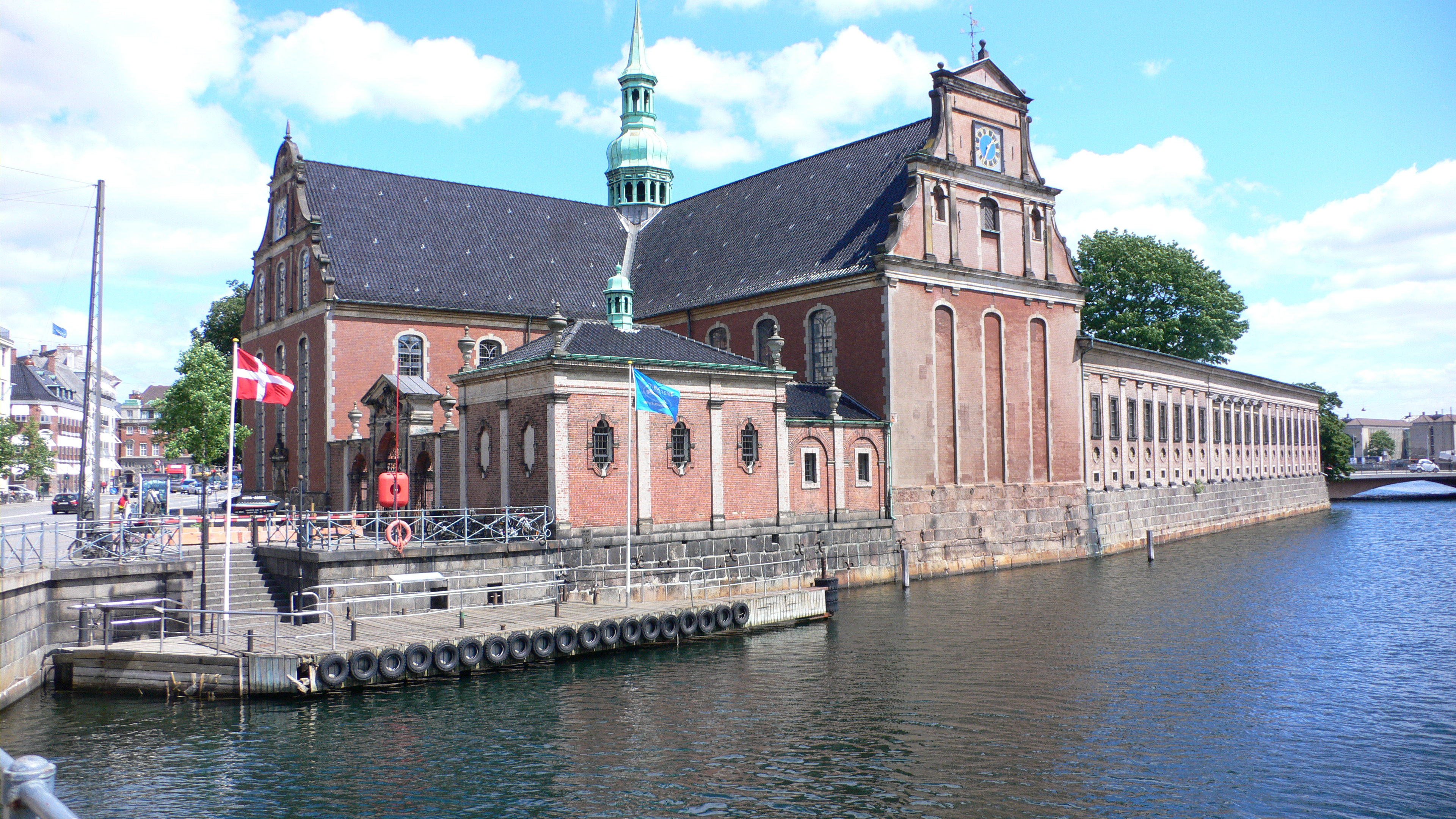
La iglesia de Holmen vista desde el oeste, con el canal de Slotsholmen en primer plano.

Ocupa el sitio de una antigua fragua del siglo XVI que Cristián IV ordenó remodelar en 1619 para que sirviera de iglesia a la creciente población de marinos de las alrededores. Entre 1641 y 1643 Leonhard Blasius la amplió y remodeló hasta convertirla en la iglesia renacentista actual. La gran capilla funeraria barroca que se encuentra a lo largo del canal fue construida a principios del siglo XVIII y alberga tumbas de personajes célebres, entre ellos varios héroes navales.
Además esta iglesia es conocida por el bautizo de la reina Margarita II el 14 de mayo de 1940 y su matrimonio con el príncipe Enrique el 10 de junio de 1967.